# Società Sportiva Juve Stabia 2008-2009
Questa voce raccoglie le informazioni riguardanti la Società Sportiva Juve Stabia nelle competizioni ufficiali della stagione 2008-2009.

## Stagione
Nella stagione 2008-2009 è iscritta alla Lega Pro Prima Divisione girone B, nuova denominazione della vecchia serie C1. Con la nuova società, capitanata dai presidenti Franco Manniello e Franco Giglio, quest'ultimo ex presidente del Sorrento, la squadra capitanata da Massimo Rastelli inizia un campionato con aspirazioni di vertice. L'avvio, però, non è dei migliori: dopo una sconfitta esterna contro il Foggia, viene esonerato il tecnico Maurizio Costantini per far posto a Massimo Morgia. Alla quartultima partita del girone di andata il tecnico si dimetterà, e il suo posto verrà occupato da Dario Bonetti, con l'obiettivo di puntare in alto con una squadra sicuramente attrezzata per arrivare ai vertici alti della categoria. Anche il nuovo tecnico viene esonerato, lasciando il posto a Costantini, che farà il suo nuovo esordio in un Menti completamente messo a nuovo il 15 marzo 2009, nel derby di ritorno Juve Stabia-Cavese, perso per un gol. Disputa le gare di play out contro il Lanciano. La gara di andata viene disputata il 31 maggio 2009 a Castellammare di Stabia, dove la squadra campana si impone con un secco 2-1. La gara di ritorno, invece, viene disputata il 7 giugno 2009 a Lanciano, dove la Juve Stabia viene sconfitta 0-1, e a causa di questo risultato retrocede sfortunatamente in Lega Pro Seconda Divisione, categoria nella quale resterà solo un anno, vincendo il campionato ed ottenendo l'immediata promozione.

## Rosa
| N. |                    | Ruolo | Calciatore            |
| -- | ------------------ | ----- | --------------------- |
|    | Italia (bandiera)  | P     | Salvatore Soviero     |
|    | Italia (bandiera)  | P     | Alex Brunner          |
|    | Italia (bandiera)  | P     | Giuseppe Della Corte  |
|    | Italia (bandiera)  | P     | Gennaro Terminiello   |
|    | Italia (bandiera)  | D     | Raffaele Ametrano     |
|    | Brasile (bandiera) | D     | Thiago Barbosa Soares |
|    | Italia (bandiera)  | D     | Giuseppe Geraldi      |
|    | Italia (bandiera)  | D     | Danilo D'Ambrosio     |
|    | Italia (bandiera)  | D     | Marcello Ferrara      |
|    | Italia (bandiera)  | D     | Antonio Marino        |
|    | Italia (bandiera)  | D     | Matteo Gritti         |
|    | Italia (bandiera)  | D     | Alessandro Radi       |
|    | Italia (bandiera)  | D     | Giuseppe Rinaldi      |
|    | Belgio (bandiera)  | D     | Donovan Maury         |
|    | Francia (bandiera) | C     | Sébastien Piocelle    |
|    | Italia (bandiera)  | C     | Enrico Maria Amore    |

| N. |                    | Ruolo | Calciatore             |
| -- | ------------------ | ----- | ---------------------- |
|    | Italia (bandiera)  | C     | Marco Capparella       |
|    | Italia (bandiera)  | C     | Antonio De Rosa        |
|    | Italia (bandiera)  | C     | Gaetano Grieco         |
|    | Italia (bandiera)  | C     | Francesco Marano       |
|    | Italia (bandiera)  | C     | Fabrizio Mineo         |
|    | Italia (bandiera)  | C     | Alessandro Monticciolo |
|    | Italia (bandiera)  | C     | Antonio Stendardo      |
|    | Italia (bandiera)  | C     | Maurizio Peluso        |
|    | Italia (bandiera)  | C     | Carlo Vicedomini       |
|    | Italia (bandiera)  | A     | Mario Artistico        |
|    | Romania (bandiera) | A     | Cristian Cristea       |
|    | Italia (bandiera)  | A     | Antonio Gaeta          |
|    | Italia (bandiera)  | A     | Marco Incoronato       |
|    | Italia (bandiera)  | A     | Raffaele Biancolino    |
|    | Italia (bandiera)  | A     | Stefano Morello        |
|    | Italia (bandiera)  | A     | Massimo Rastelli       |

## Calciomercato

### Sessione estiva(dall'1/7 al 31/8)
| Acquisti | Acquisti | Acquisti | Acquisti |
| R.       | Nome     | da       | Modalità |
| -------- | -------- | -------- | -------- |

| Cessioni | Cessioni            | Cessioni  | Cessioni   |
| R.       | Nome                | a         | Modalità   |
| -------- | ------------------- | --------- | ---------- |
| C        | Cristoforo Correale | Scafatese | definitivo |
| A        | Nicola Arena        | Palazzolo | definitivo |

### Sessione invernale(dal 3/1 al 31/1)
| Acquisti | Acquisti          | Acquisti  | Acquisti   |
| R.       | Nome              | da        | Modalità   |
| -------- | ----------------- | --------- | ---------- |
| D        | Giuseppe Rinaldi  | Foggia    | definitivo |
| C        | Antonio Stendardo | Paganese  | definitivo |
| C        | Carlo Vicedomini  | Crotone   | definitivo |
| A        | Cristian Cristea  | Triestina | prestito   |
| A        | Antonio Gaeta     | Ascoli    | prestito   |

| Cessioni | Cessioni         | Cessioni  | Cessioni   |
| R.       | Nome             | a         | Modalità   |
| -------- | ---------------- | --------- | ---------- |
| C        | Antonio De Rosa  | Foggia    | definitivo |
| A        | Mario Artistico  | Pistoiese | definitivo |
| A        | Marco Incoronato | Neapolis  | definitivo |
| A        | Stefano Morello  | Cassino   | definitivo |

## Risultati

### Coppa Italia Lega Pro

#### Fase a gironi
| 17 agosto 2008 1ª giornata | Juve Stabia | 1 – 2 | Aversa Normanna |  |

| 20 agosto 2008 2ª giornata | Juve Stabia | 2 – 0 | Morolo |  |

| 24 agosto 2008 3ª giornata |  | – Turno di riposo. |  |  |

| 27 agosto 2008 4ª giornata | Cassino | 1 – 1 | Juve Stabia |  |

| 3 settembre 2008 5ª giornata | Isola Liri | 0 – 0 | Juve Stabia |  |